# Косинъэцу
Косинъэцу (яп. 甲信越) — историческая японская географическая область. Является подобластью региона Тюбу в Японии. На исторической территории Косинъэцу сегодня располагаются префектуры Яманаси, Нагано и Ниигата.

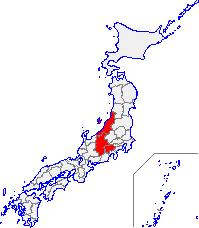
регион Косинъэцу

Регион содержал следующие провинции:
- Синано (яп. 信濃国)
- Этиго (яп. 越後国)
- Каи (яп. 甲斐国)

## Список литературы
- Watanabe, Shō, Suketami Tominaga and Tadao Kakizoe. (1995). Cancer Treatment and Survival: Site-Specific Registries in Japan. Tokyo: Japan Scientific Societies Press. ISBN 9780849377785; ISBN 9784762287961; OCLC 32855122